# Кубок Англії з футболу 1970—1971
Кубок Англії з футболу 1970—1971 — 90-й розіграш найстарішого футбольного турніру у світі, Кубка виклику Футбольної Асоціації, також відомого як Кубок Англії. Вчетверте титул здобув Арсенал.

## Перший раунд
| Дата                      | Господарі                | Рахунок | Гості               |
| ------------------------- | ------------------------ | ------- | ------------------- |
| 21 листопада              | Енфілд                   | 0:1     | Кембридж Юнайтед    |
| 21 листопада              | Честерфілд               | 2:0     | Галіфакс Таун       |
| 21 листопада              | Дарлінгтон               | 5:1     | Бангор Сіті         |
| 21 листопада              | Барнет                   | 6:1     | Ньюпорт Каунті      |
| 21 листопада              | Грантем                  | 2:1     | Стокпорт Каунті     |
| 21 листопада              | Престон Норт-Енд         | 1:1     | Честер Сіті         |
| 25 листопада Перегравання | Честер Сіті              | 1:0     | Престон Норт-Енд    |
| 21 листопада              | Рочдейл                  | 2:0     | Олдем Атлетік       |
| 21 листопада              | Йовіл Таун               | 1:0     | Ейвелі              |
| 21 листопада              | Редінг                   | 6:1     | Бішопс Стортфорд    |
| 21 листопада              | Волсолл                  | 3:0     | Плімут Аргайл       |
| 21 листопада              | Ноттс Каунті             | 1:0     | Порт Вейл           |
| 21 листопада              | Грімсбі Таун             | 0:1     | Бері                |
| 21 листопада              | Кру Александра           | 0:0     | Донкастер Роверз    |
| 24 листопада Перегравання | Донкастер Роверз         | 1:3     | Кру Александра      |
| 21 листопада              | Лінкольн Сіті            | 2:1     | Барроу              |
| 21 листопада              | Скарборо                 | 2:3     | Воркінгтон          |
| 21 листопада              | Транмер Роверз           | 1:1     | Сканторп Юнайтед    |
| 24 листопада Перегравання | Сканторп Юнайтед         | 0:0     | Транмер Роверз      |
| 30 листопада Перегравання | Транмер Роверз           | 0:1     | Сканторп Юнайтед    |
| 21 листопада              | Вікем Вондерерз          | 1:1     | Слау Таун           |
| 25 листопада Перегравання | Слау Таун                | 1:0     | Вікем Вондерерз     |
| 21 листопада              | Оксфорд Юнайтед          | 1:1     | Борнмут             |
| 25 листопада Перегравання | Борнмут                  | 8:1     | Оксфорд Юнайтед     |
| 21 листопада              | Фулгем                   | 1:2     | Бристоль Роверз     |
| 21 листопада              | Барнслі                  | 1:0     | Бредфорд Парк-Авеню |
| 21 листопада              | Брентфорд                | 2:1     | Джиллінгем          |
| 21 листопада              | Брайтон енд Гоув Альбіон | 4:0     | Челтнем Таун        |
| 21 листопада              | Ріл                      | 1:0     | Гартліпул Юнайтед   |
| 21 листопада              | Бредфорд Сіті            | 3:2     | Маклсфілд Таун      |
| 21 листопада              | Саутенд Юнайтед          | 7:0     | Веймут              |
| 21 листопада              | Менсфілд Таун            | 2:0     | Рексем              |
| 21 листопада              | Майнгед                  | 1:2     | Шрусбері Таун       |
| 21 листопада              | Саутпорт                 | 0:2     | Бостон Юнайтед      |
| 21 листопада              | Торкі Юнайтед            | 3:1     | Астон Вілла         |
| 21 листопада              | Герефорд Юнайтед         | 2:2     | Нортгемптон Таун    |
| 24 листопада Перегравання | Нортгемптон Таун         | 1:2     | Герефорд Юнайтед    |
| 21 листопада              | Тамворт                  | 0:0     | Йорк Сіті           |
| 23 листопада Перегравання | Йорк Сіті                | 5:0     | Тамворт             |
| 21 листопада              | Пітерборо Юнайтед        | 3:1     | Вімблдон            |
| 21 листопада              | Саут Шилдс               | 1:1     | Віган Атлетік       |
| 23 листопада Перегравання | Віган Атлетік            | 2:0     | Саут Шилдс          |
| 21 листопада              | Колчестер Юнайтед        | 3:0     | Рінгмер             |
| 21 листопада              | Волтон-енд-Гершем        | 2:5     | Телфорд Юнайтед     |
| 21 листопада              | Гендон                   | 0:2     | Олдершот            |
| 21 листопада              | Дагенем                  | 2:0     | Маргейт             |
| 21 листопада              | Кроулі Таун              | 1:1     | Челмсфорд Сіті      |
| 23 листопада Перегравання | Челмсфорд Сіті           | 6:1     | Кроулі Таун         |
| 21 листопада              | Свонсі Сіті              | 4:1     | Ексетер Сіті        |
| 24 листопада              | Грейт Гарвуд             | 2:6     | Ротергем Юнайтед    |

## Другий раунд
До другого раунду увійшли переможці першого раунду. 
| Дата                   | Господарі         | Рахунок | Гості                    |
| ---------------------- | ----------------- | ------- | ------------------------ |
| 12 грудня              | Честер Сіті       | 1:0     | Кру Александра           |
| 12 грудня              | Честерфілд        | 0:0     | Воркінгтон               |
| 16 грудня Перегравання | Воркінгтон        | 3:2     | Честерфілд               |
| 12 грудня              | Дарлінгтон        | 0:2     | Рочдейл                  |
| 12 грудня              | Борнмут           | 0:1     | Йовіл Таун               |
| 12 грудня              | Бері              | 1:1     | Ноттс Каунті             |
| 21 грудня Перегравання | Ноттс Каунті      | 3:0     | Бері                     |
| 12 грудня              | Грантем           | 1:4     | Ротергем Юнайтед         |
| 12 грудня              | Лінкольн Сіті     | 2:2     | Бредфорд Сіті            |
| 16 грудня Перегравання | Бредфорд Сіті     | 2:2     | Лінкольн Сіті            |
| 21 грудня Перегравання | Лінкольн Сіті     | 4:1     | Бредфорд Сіті            |
| 12 грудня              | Шрусбері Таун     | 2:2     | Редінг                   |
| 21 грудня Перегравання | Редінг            | 1:0     | Шрусбері Таун            |
| 12 грудня              | Брентфорд         | 1:0     | Волсолл                  |
| 12 грудня              | Ріл               | 0:0     | Барнслі                  |
| 15 грудня Перегравання | Барнслі           | 1:1     | Ріл                      |
| 21 грудня Перегравання | Ріл               | 2:0     | Барнслі                  |
| 12 грудня              | Саутенд Юнайтед   | 1:0     | Дагенем                  |
| 12 грудня              | Сканторп Юнайтед  | 3:0     | Менсфілд Таун            |
| 12 грудня              | Герефорд Юнайтед  | 1:2     | Брайтон енд Гоув Альбіон |
| 12 грудня              | Олдершот          | 1:1     | Бристоль Роверз          |
| 15 грудня Перегравання | Бристоль Роверз   | 1:3     | Олдершот                 |
| 12 грудня              | Віган Атлетік     | 2:1     | Пітерборо Юнайтед        |
| 12 грудня              | Бостон Юнайтед    | 1:2     | Йорк Сіті                |
| 12 грудня              | Колчестер Юнайтед | 3:0     | Кембридж Юнайтед         |
| 12 грудня              | Челмсфорд Сіті    | 0:1     | Торкі Юнайтед            |
| 12 грудня              | Слау Таун         | 0:1     | Барнет                   |
| 12 грудня              | Свонсі Сіті       | 6:2     | Телфорд Юнайтед          |

## Третій раунд
| Дата                  | Господарі               | Рахунок | Гості                    |
| --------------------- | ----------------------- | ------- | ------------------------ |
| 2 січня               | Блекпул                 | 4:0     | Вест Гем Юнайтед         |
| 2 січня               | Честер Сіті             | 1:2     | Дербі Каунті             |
| 2 січня               | Ліверпуль               | 1:0     | Олдершот                 |
| 2 січня               | Лестер Сіті             | 2:0     | Ноттс Каунті             |
| 2 січня               | Ноттінгем Форест        | 1:1     | Лутон Таун               |
| 11 січня Перегравання | Лутон Таун              | 3:4     | Ноттінгем Форест         |
| 2 січня               | Вулвергемптон Вондерерз | 5:1     | Норвіч Сіті              |
| 2 січня               | Вест-Бромвіч Альбіон    | 0:0     | Сканторп Юнайтед         |
| 11 січня Перегравання | Сканторп Юнайтед        | 1:3     | Вест-Бромвіч Альбіон     |
| 2 січня               | Евертон                 | 2:0     | Блекберн Роверз          |
| 2 січня               | Тоттенгем Готспур       | 4:1     | Шеффілд Венсдей          |
| 2 січня               | Манчестер Сіті          | 1:0     | Віган Атлетік            |
| 2 січня               | Квінз Парк Рейнджерс    | 1:2     | Свіндон Таун             |
| 2 січня               | Портсмут                | 2:0     | Шеффілд Юнайтед          |
| 2 січня               | Манчестер Юнайтед       | 0:0     | Мідлсбро                 |
| 5 січня Перегравання  | Мідлсбро                | 2:1     | Манчестер Юнайтед        |
| 2 січня               | Галл Сіті               | 3:0     | Чарльтон Атлетік         |
| 2 січня               | Крістал Пелес           | 2:2     | Челсі                    |
| 6 січня Перегравання  | Челсі                   | 2:0     | Крістал Пелес            |
| 2 січня               | Гаддерсфілд Таун        | 1:1     | Бірмінгем Сіті           |
| 5 січня Перегравання  | Бірмінгем Сіті          | 0:2     | Гаддерсфілд Таун         |
| 2 січня               | Кардіфф Сіті            | 1:0     | Брайтон енд Гоув Альбіон |
| 2 січня               | Торкі Юнайтед           | 4:3     | Лінкольн Сіті            |
| 2 січня               | Воркінгтон              | 0:1     | Брентфорд                |
| 2 січня               | Йорк Сіті               | 2:0     | Болтон Вондерерз         |
| 2 січня               | Сток Сіті               | 2:1     | Міллволл                 |
| 2 січня               | Свонсі Сіті             | 6:1     | Ріл                      |
| 5 січня               | Барнет                  | 0:1     | Колчестер Юнайтед        |
| 6 січня               | Вотфорд                 | 5:0     | Редінг                   |
| 6 січня               | Йовіл Таун              | 0:3     | Арсенал                  |
| 11 січня              | Рочдейл                 | 2:1     | Ковентрі Сіті            |
| 11 січня              | Саутгемптон             | 3:0     | Бристоль Сіті            |
| 11 січня              | Сандерленд              | 0:3     | Лейтон Орієнт            |
| 11 січня              | Ньюкасл Юнайтед         | 2:2     | Іпсвіч Таун              |
| 13 січня Перегравання | Іпсвіч Таун             | 2:1     | Ньюкасл Юнайтед          |
| 11 січня              | Саутенд Юнайтед         | 0:3     | Карлайл Юнайтед          |
| 11 січня              | Ротергем Юнайтед        | 1:1     | Лідс Юнайтед             |
| 18 січня Перегравання | Лідс Юнайтед            | 3:2     | Ротергем Юнайтед         |
| 11 січня              | Оксфорд Юнайтед         | 3:0     | Бернлі                   |

## Четвертий раунд
У цьому раунді зіграли переможці попереднього етапу.
| Дата                  | Господарі            | Рахунок | Гості                   |
| --------------------- | -------------------- | ------- | ----------------------- |
| 23 січня              | Ліверпуль            | 3:0     | Свонсі Сіті             |
| 23 січня              | Рочдейл              | 3:3     | Колчестер Юнайтед       |
| 25 січня Перегравання | Колчестер Юнайтед    | 5:0     | Рочдейл                 |
| 23 січня              | Ноттінгем Форест     | 1:1     | Лейтон Орієнт           |
| 1 лютого Перегравання | Лейтон Орієнт        | 0:1     | Ноттінгем Форест        |
| 23 січня              | Вест-Бромвіч Альбіон | 1:1     | Іпсвіч Таун             |
| 26 січня Перегравання | Іпсвіч Таун          | 5:0     | Вест-Бромвіч Альбіон    |
| 23 січня              | Дербі Каунті         | 2:1     | Вулвергемптон Вондерерз |
| 23 січня              | Евертон              | 3:0     | Мідлсбро                |
| 23 січня              | Портсмут             | 1:1     | Арсенал                 |
| 1 лютого Перегравання | Арсенал              | 3:2     | Портсмут                |
| 23 січня              | Галл Сіті            | 2:0     | Блекпул                 |
| 23 січня              | Карлайл Юнайтед      | 2:3     | Тоттенгем Готспур       |
| 23 січня              | Челсі                | 0:3     | Манчестер Сіті          |
| 23 січня              | Кардіфф Сіті         | 0:2     | Брентфорд               |
| 23 січня              | Лідс Юнайтед         | 4:0     | Свіндон Таун            |
| 23 січня              | Йорк Сіті            | 3:3     | Саутгемптон             |
| 1 лютого Перегравання | Саутгемптон          | 3:2     | Йорк Сіті               |
| 23 січня              | Сток Сіті            | 3:3     | Гаддерсфілд Таун        |
| 26 січня Перегравання | Гаддерсфілд Таун     | 0:0     | Сток Сіті               |
| 8 лютого Перегравання | Сток Сіті            | 1:0     | Гаддерсфілд Таун        |
| 23 січня              | Оксфорд Юнайтед      | 1:1     | Вотфорд                 |
| 27 січня Перегравання | Вотфорд              | 1:2     | Оксфорд Юнайтед         |
| 25 січня              | Лестер Сіті          | 3:0     | Торкі Юнайтед           |

## П'ятий раунд
На цьому етапі зіграли переможці попереднього раунду.
| Дата                   | Господарі         | Рахунок | Гості            |
| ---------------------- | ----------------- | ------- | ---------------- |
| 13 лютого              | Ліверпуль         | 1:0     | Саутгемптон      |
| 13 лютого              | Лестер Сіті       | 1:1     | Оксфорд Юнайтед  |
| 17 лютого Перегравання | Оксфорд Юнайтед   | 1:3     | Лестер Сіті      |
| 13 лютого              | Евертон           | 1:0     | Дербі Каунті     |
| 13 лютого              | Тоттенгем Готспур | 2:1     | Ноттінгем Форест |
| 13 лютого              | Манчестер Сіті    | 1:2     | Арсенал          |
| 13 лютого              | Галл Сіті         | 2:1     | Брентфорд        |
| 13 лютого              | Сток Сіті         | 0:0     | Іпсвіч Таун      |
| 16 лютого Перегравання | Іпсвіч Таун       | 0:1     | Сток Сіті        |
| 13 лютого              | Колчестер Юнайтед | 3:2     | Лідс Юнайтед     |

## Шостий раунд
На цьому етапі зіграли переможці попереднього раунду.
| Дата                    | Господарі         | Рахунок | Гості             |
| ----------------------- | ----------------- | ------- | ----------------- |
| 6 березня               | Ліверпуль         | 0:0     | Тоттенгем Готспур |
| 16 березня Перегравання | Тоттенгем Готспур | 0:1     | Ліверпуль         |
| 6 березня               | Лестер Сіті       | 0:0     | Арсенал           |
| 15 березня Перегравання | Арсенал           | 1:0     | Лестер Сіті       |
| 6 березня               | Евертон           | 5:0     | Колчестер Юнайтед |
| 6 березня               | Галл Сіті         | 2:3     | Сток Сіті         |

## Півфінали
У півфіналах зіграли команди, що перемогли на попередньому етапі.
| Дата                    | Господарі | Рахунок | Гості     |
| ----------------------- | --------- | ------- | --------- |
| 27 березня              | Ліверпуль | 2:1     | Евертон   |
| 27 березня              | Арсенал   | 2:2     | Сток Сіті |
| 31 березня Перегравання | Арсенал   | 2:0     | Сток Сіті |

## Матч за третє місце
| Дата     | Господарі | Рахунок | Гості   |
| -------- | --------- | ------- | ------- |
| 7 травня | Сток Сіті | 3:2     | Евертон |

## Фінал
| 8 травня 1971 15:00 BST |

| Ліверпуль  | 1:2 дч   | Арсенал                |
| ---------- | -------- | ---------------------- |
| Гейвей 92' | Протокол | Келлі 101' Джордж 111' |

| Вемблі, Лондон Глядачів: 100 000 Арбітр: Норман Бертеншоу |